# Tsjerven (Roese)
Tsjerven (Bulgaars: Червен) is een dorp in het noordoosten van Bulgarije. Het dorp is gelegen in de gemeente Ivanovo, oblast Roese. Het dorp ligt ongeveer 26 km ten zuidwesten van Roese en 241 km ten noordoosten van de hoofdstad Sofia.

## Bevolking
Op 31 december 2019 telde het dorp 179 inwoners, een daling vergeleken met het maximum van 2.030 inwoners in 1946.
|  |

| Etnische samenstelling van de respondenten (2011) | Etnische samenstelling van de respondenten (2011) | Etnische samenstelling van de respondenten (2011) | Etnische samenstelling van de respondenten (2011) | Etnische samenstelling van de respondenten (2011) |
| ------------------------------------------------- | ------------------------------------------------- | ------------------------------------------------- | ------------------------------------------------- | ------------------------------------------------- |
|                                                   |                                                   |                                                   |                                                   |                                                   |
| Bulgaren                                          | Bulgaren                                          |                                                   | 98,1%                                             | 98,1%                                             |
| Turken                                            | Turken                                            |                                                   | 0,0%                                              | 0,0%                                              |
| Roma                                              | Roma                                              |                                                   | 0,0%                                              | 0,0%                                              |
| Anders/onbekend                                   | Anders/onbekend                                   |                                                   | 1,9%                                              | 1,9%                                              |